# Battaglia di Beaugency
La battaglia di Beaugency ebbe luogo tra il 16 giugno ed il 17 giugno 1429, sebbene, più che di un vero e proprio combattimento, sarebbe più appropriato definirla un breve assedio, guidato da Giovanna d'Arco e dal duca d'Alençon. Dopo la liberazione di Orléans, la vittoria di Jargeau, la presa del ponte di Meung-sur-Loire, l'offensiva francese procedeva assicurandosi i ponti sulla Loira per rendere sicuro il tragitto verso Reims ove il Delfino Carlo avrebbe ricevuto l'incoronazione.

## Antefatto
Dopo essersi assicurati il controllo del ponte di Meung-sur-Loire, Giovanna d'Arco ed il duca Giovanni II d'Alençon si diressero a Beaugency, convinti che i comandanti inglese John Talbot e Thomas Scales vi stessero riorganizzando il proprio esercito. Inoltre, Beaugency era una delle città che controllavano uno dei principali ponti sulla Loira, come Meung-sur-Loire e Jargeau. Giunta in vista della città, l'armata francese vi entrò senza incontrare resistenza; la guarnigione inglese, comandata dal balivo di Évreux, Richard Guétin, composta da circa cinquecento uomini, si rinserrò nel castello, da cui poteva difendere e controllare il ponte, vero obiettivo dell'attacco.

## Battaglia
I francesi dispiegarono l'artiglieria ed iniziarono un intenso cannoneggiamento delle mura del castello, assediando la guarnigione inglese lì trincerata.

Mentre le operazioni militari proseguivano, giunse, inaspettato e per molti versi non gradito, l'aiuto del Conestabile Richemont, alla testa di 1200 uomini, tra i quali circa 400 cavalieri. Avversario e rivale del potente Gran Ciambellano La Tremoïlle, Richemont era stato bandito dalle terre del Delfino Carlo. Il duca d'Alençon rifiutò di accogliere lui ed i suoi uomini nelle file dell'esercito. La frattura politica che si prospettava insanabile fu superata d'autorità da Giovanna d'Arco; richiesta al Conestabile la più assoluta fedeltà, lo accolse nei ranghi dell'esercito, e, nel contempo, convinse il duca d'Alençon a non abbandonare la guida dell'esercito. Dinanzi al rafforzamento dell'assedio, gli inglesi non poterono far altro che arrendersi; la sera il comandante della guarnigione, Richard Guétin, inviò a Giovanna d'Arco un messaggio di resa. Avrebbe rimesso nelle mani della Pulzella e del duca d'Alençon il castello e il ponte l'indomani all'alba, richiedendo in cambio un salvacondotto per sé ed i propri soldati, che avrebbero lasciato Beaugency portando con sé solo i propri cavalli, le proprie armature, e dando la propria parola di non riprendere le armi prima di dieci giorni.

Si concludeva così il breve assedio di Beaugency, con la riconquista della città.
La campagna della Loira del 1429 si compose di cinque azioni militari:
1. L'assedio d'Orléans.
2. La battaglia di Jargeau.
3. La battaglia di Meung-sur-Loire.
4. La battaglia di Beaugency.
5. La battaglia di Patay.
Il 17 giugno 1429 Beaugency era stata riconquistata dall'esercito francese.

## Conseguenze
Avendo ripreso Beaugency, Giovanna d'Arco era riuscita non solo a riprendere il controllo dei principali ponti sulla Loira, rendendo sicura la strada sino a Reims; aveva acquisito anche un potente alleato al Delfino Carlo: infatti, il Conestabile Richemont da quel momento in avanti darà prova di fedeltà in più occasioni al futuro re e riconquisterà, nel 1436, insieme al Bastardo d'Orléans, la città di Parigi. Inoltre, le file dell'esercito francese non solo furono rafforzate da quell'inaspettato contingente di soldati ma videro ogni giorno uomini di ogni estrazione sociale unirsi a loro, in un'atmosfera d'entusiasmo popolare sempre maggiore.